# Guy Hove
Guy Hove, né le 3 juillet 1957 à Audenarde, est un homme politique belge flamand, membre de VLD.
Il est licencié en droit et avocat. Il est marié et père de deux enfants.

## Carrière politique
- Échevin d'Audenarde.
- Ancien président du CPAS d’Audenarde
- député belge :
  - du 13 juin 1999 au 18 mai 2003.
  - du 14 juillet 2003 au 18 juillet 2004, en remplacement de Fientje Moerman, ministre
  - du 21 juillet 2004 au 2 mai 2007, en remplacement de Karel De Gucht, ministre